# NGC 3659
NGC 3659 este o low-surface-brightness galaxy⁠(d) situată în constelația Leul. A fost descoperită în 14 martie 1784 de către William Herschel. Se află la o distanță de 24,55 de megaparseci de Pământ.